# Chemiczna (Pionki)
Chemiczna – osiedle w Pionkach, położone w północnej części miasta. Powstało w latach osiemdziesiątych XX wieku i jest jednym z nowszych osiedli mieszkaniowych w Pionkach.
Zabudowę północnej części osiedla stanowią czteropiętrowe bloki, południowa część zdominowana jest przez zabudowę jednorodzinną. 
Na osiedlu Chemiczna swoją siedzibę mają następujące instytucje:  
- Placówka Poczty Polskiej
- Szkoła Podstawowa nr 5
- Przedszkole nr 3.

Znajduje się tu także kilka sklepów osiedlowych i przychodnia.

## Komunikacja
Na osiedle można dojechać autobusem komunikacji miejskiej linii A. Blisko osiedla znajduje się również stacja kolejowa Pionki.